# Georg Loos

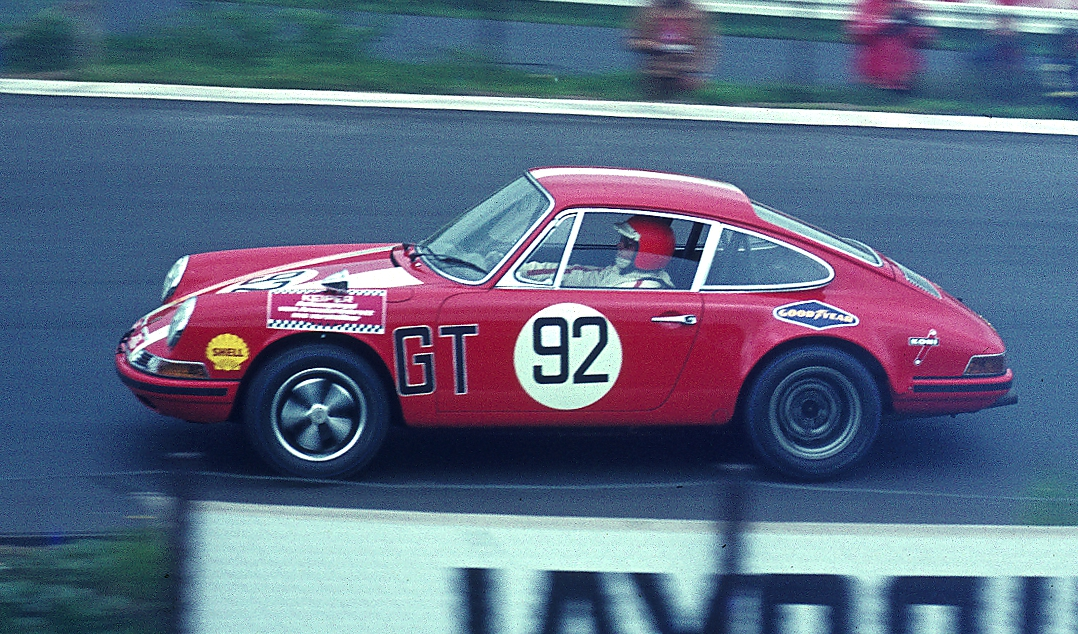
Porsche 911 von Georg Loos/Franz Pesch beim 1000-km-Rennen auf dem Nürburgring 1970; 18. Platz in der Gesamtwertung, Sieger der Klasse GT bis 2 Liter Hubraum

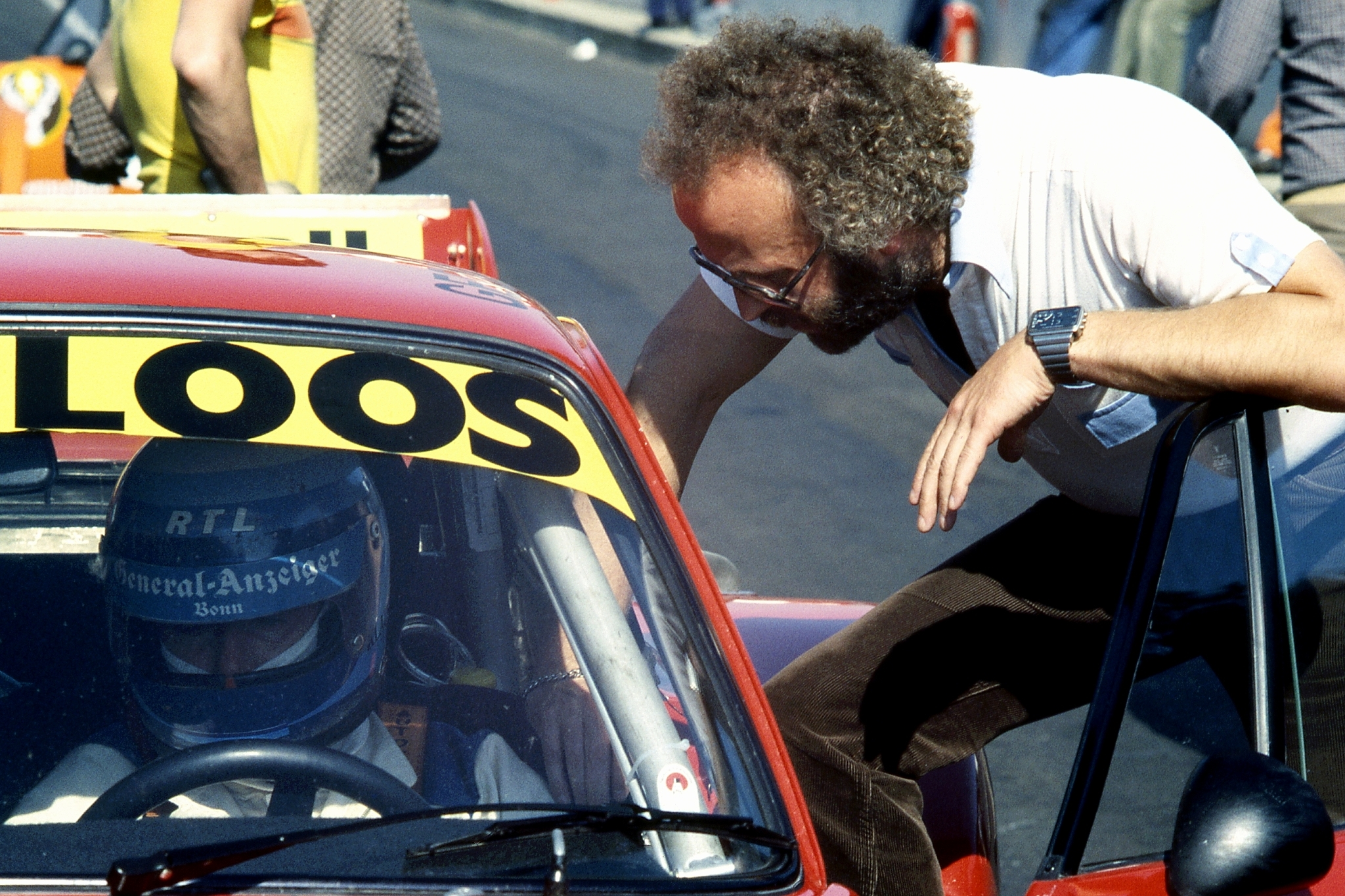
Klaus Ludwig und GELO-Teamchef Georg Loos vor dem Start zum 1978er „DRM Westfalen-Pokal-Rennen“ im belgischen Zolder.

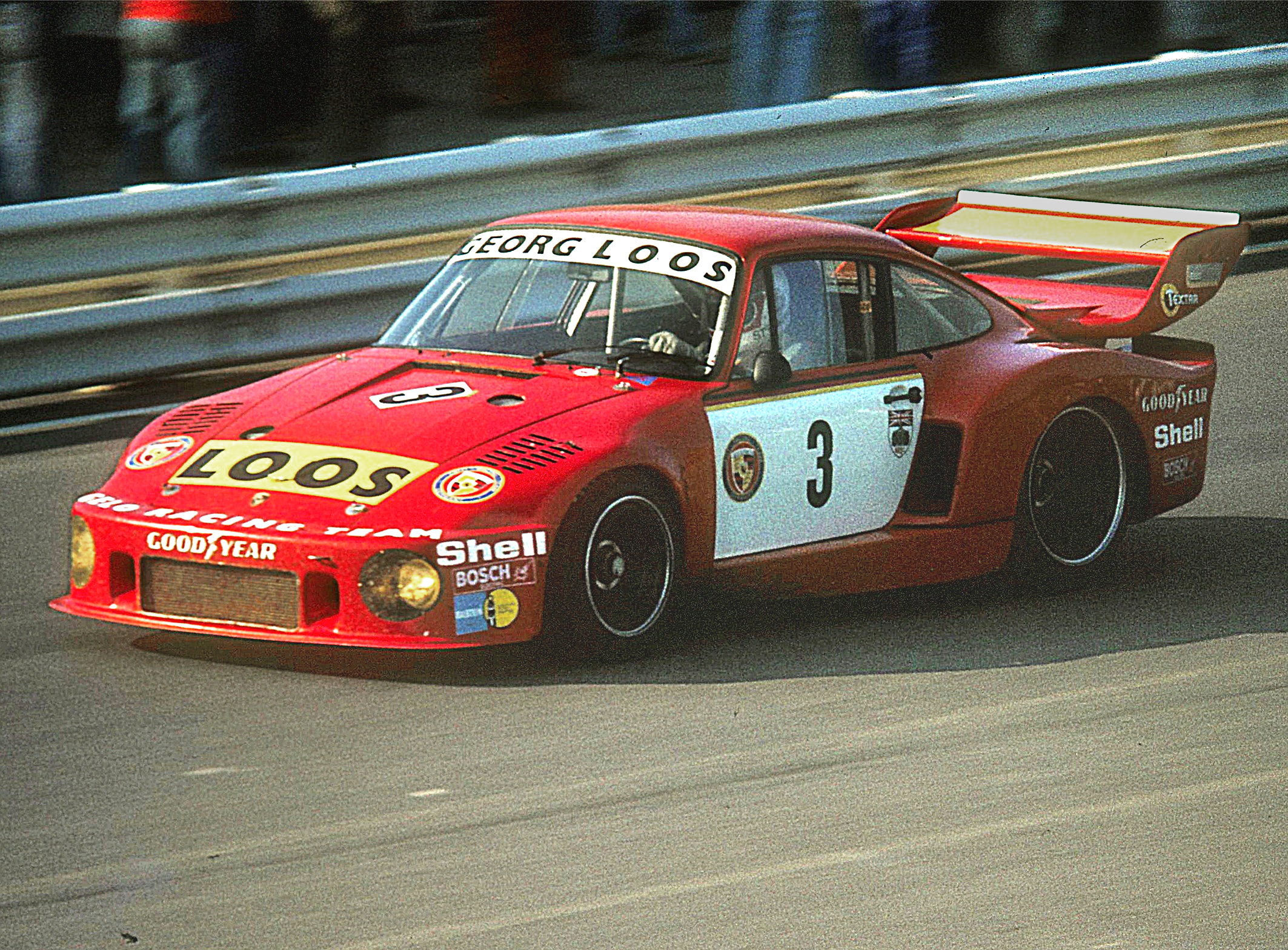
Rolf Stommelen 1977 im Loos-Porsche 935 auf dem Nürburgring. Er gewann das 1000-km-Rennen zusammen mit Toine Hezemans und Tim Schenken.

Georg Loos (* 22. Juni 1943; † 6. März 2016 in Stuttgart) war ein deutscher Unternehmer, Motorsportteam-Inhaber und Automobilrennfahrer. Bekanntheit hatte Loos durch sein Engagement im Motorsport mit seinem Gelo Racing Team und als Rennfahrer in der Sportwagen-Weltmeisterschaft, Interserie und Deutschen Rennsport-Meisterschaft (DRM) in den Jahren 1968 bis 1980 erlangt.
Sein größter Erfolg war der Gesamtsieg seines Rennteams in der DRM 1977.

## Karriere als Rennfahrer
Loos nahm zwischen 1968 und 1974 regelmäßig als Fahrer an Sportwagenrennen teil. Sein erster Erfolg war 1968 der Gesamtsieg in Zolder mit einem Porsche 910. 1970 gründete er sein eigenes Rennteam, das Gelo Racing Team, mit dem er in der Sportwagen-Weltmeisterschaft mit einem Ferrari 512S antrat. In diesem Jahr gewannen er und sein Copilot Helmut Kelleners mit dem Ferrari das 500-km-Rennen in Zolder. Im selben Jahr gewann er wiederholt in Zolder beim Rennen der Deutschen Automobil-Rundstrecken-Meisterschaft (DARM) mit einem Porsche 911. 1970 nahm Loos erstmals mit Helmut Kelleners am 24-Stunden-Rennen von Le Mans teil, wo beide nach einem Unfall das Rennen vorzeitig beenden mussten.
Ab 1971 fuhr er auch in der Interserie, wo er zunächst einen McLaren M8E und später einen McLaren M8F einsetzte. Mit einem McLaren M8F gewann er in Interlagos 1972 bei der Copa Brasil. Ab 1973 wechselte Loos in der Interserie von McLaren auf den Porsche 917/10 TC. In dieser Rennserie war seine beste Platzierung ein zweiter Platz jeweils 1973 auf dem Norisring und in Hockenheim.
In der Sportwagen-Weltmeisterschaft bestritt er ab 1972 Rennen auf einem Porsche 911 in der GT-Klasse. 1974 erreichte er mit einem Porsche 911 Carrera RSR in Spa den vierten Platz in der Gesamtwertung (erster Platz in der GT-Klasse). Ein Jahr später gewann der Loos-Porsche beim 24-Stunden-Rennen von Le Mans die Wertung der GT-Fahrzeuge und fuhr auf den fünften Platz in der Gesamtwertung. Dieses Ergebnis war die beste Gelo-Platzierung in Le Mans. Nach 1975 beendete Georg Loos seine Rennfahrerkarriere und konzentrierte sich ausschließlich auf die Leitung seines Rennteams. Das Team gewann 1977 mit Rolf Stommelen auf einem Porsche 935 die Deutsche Rennsport-Meisterschaft.
Von 1970 bis 1974 war Loos fünfmal als Fahrer beim 24-Stunden-Rennen von Le Mans am Start.
Ab 1982 trat das Gelo Racing Team nicht mehr an und Loos zog sich aus der Öffentlichkeit zurück. Als Grund wurden wirtschaftliche Schwierigkeiten vermutet. In der Presse hieß es unter anderem: „Porsche-König mit 2 Mios auf der Flucht.“ Im Dezember 2014 wurde der als großspurig und impulsiv geltende Geschäftsmann, der unter anderem mit geleastem oder gar eigenem Hubschrauber reiste, wegen angeblichen Kreditbetrugs in Millionenhöhe gesucht. Sein Anwalt wies jedoch die Vorwürfe zurück. Das Auftreten von Loos galt als unangenehm und habe dazu geführt, dass etliche Fahrer sein Team nach kurzer Zeit verließen. Seine Ausbrüche bei Feiern hätten gelegentlich mit der Zerstörung von Mobiliar geendet. Ferner wurde ihm nachgesagt, Journalisten beschimpft zu haben, wenn die Berichte nicht seinen Erwartungen entsprachen.
Loos starb am 6. März 2016 im Alter von 72 Jahren in Stuttgart, wohin er seinen Geschäftssitz verlegt hatte. Seine Villa in Köln-Marienburg war nach Auskunft seines Sohnes 2002 zwangsversteigert worden, stand danach lange leer und verfiel. Beigesetzt wurde Loos am 13. März 2016 auf dem Neuen Friedhof in Bad Honnef.

## Statistik

### Le-Mans-Ergebnisse
| Jahr | Team             | Fahrzeug                | Teamkollege          | Teamkollege | Platzierung | Ausfallgrund         |
| ---- | ---------------- | ----------------------- | -------------------- | ----------- | ----------- | -------------------- |
| 1970 | NART             | Ferrari 512S            | Helmut Kelleners     |             | Ausfall     | Handling nach Unfall |
| 1971 | Gelo Racing Team | Ferrari 512M            | Franz Pesch          |             | Ausfall     | Motorschaden         |
| 1972 | Gelo Racing Team | Porsche 911 S           | Franz Pesch          | Jean Sage   | Ausfall     | Motorschaden         |
| 1973 | Gelo Racing Team | Porsche 911 Carrera RSR | Jürgen Barth         |             | Rang 10     |                      |
| 1974 | Gelo Racing Team | Porsche 911 Carrera RSR | Clemens Schickentanz |             | Ausfall     | Zündung              |